# 도쿄 아이즈
도쿄 아이즈(Tokyo Eyes)는 프랑스에서 제작된 쟝 피에르 리모쟁 감독의 1998년 코미디, 스릴러 영화이다. 다케다 신지 등이 주연으로 출연하였다.

## 출연

### 주연
- 다케다 신지
- 요시카와 히나노

### 조연
- 미즈시마 카오리
- 스기모토 텟타
- 오스기 렌
- 유이 마사유키
- 모로 모로오카

## 제작진
- 미술: 코바야시 마사미